# Rockwall megye
Rockwall megye az Amerikai Egyesült Államokban, azon belül Texas államban található. Megyeszékhelye és legnagyobb városa Rockwall. Lakosainak száma 107 819 fő (2020. április 1.).

## Szomszédos megyék
- Kaufman megye (dél)
- Hunt megye (kelet)
- Dallas megye (nyugat)
- Collin megye (észak)

## Népesség
A megye népességének változása:
| Lakosok száma | 78 987 | 81 184 | 83 028 | 85 245 | 90 861 | 96 788 | 107 819 |
|               | 2010   | 2011   | 2012   | 2013   | 2015   | 2017   | 2020    |